# Basilica minor

Erbovní emblém bazilik minor – umbraculum

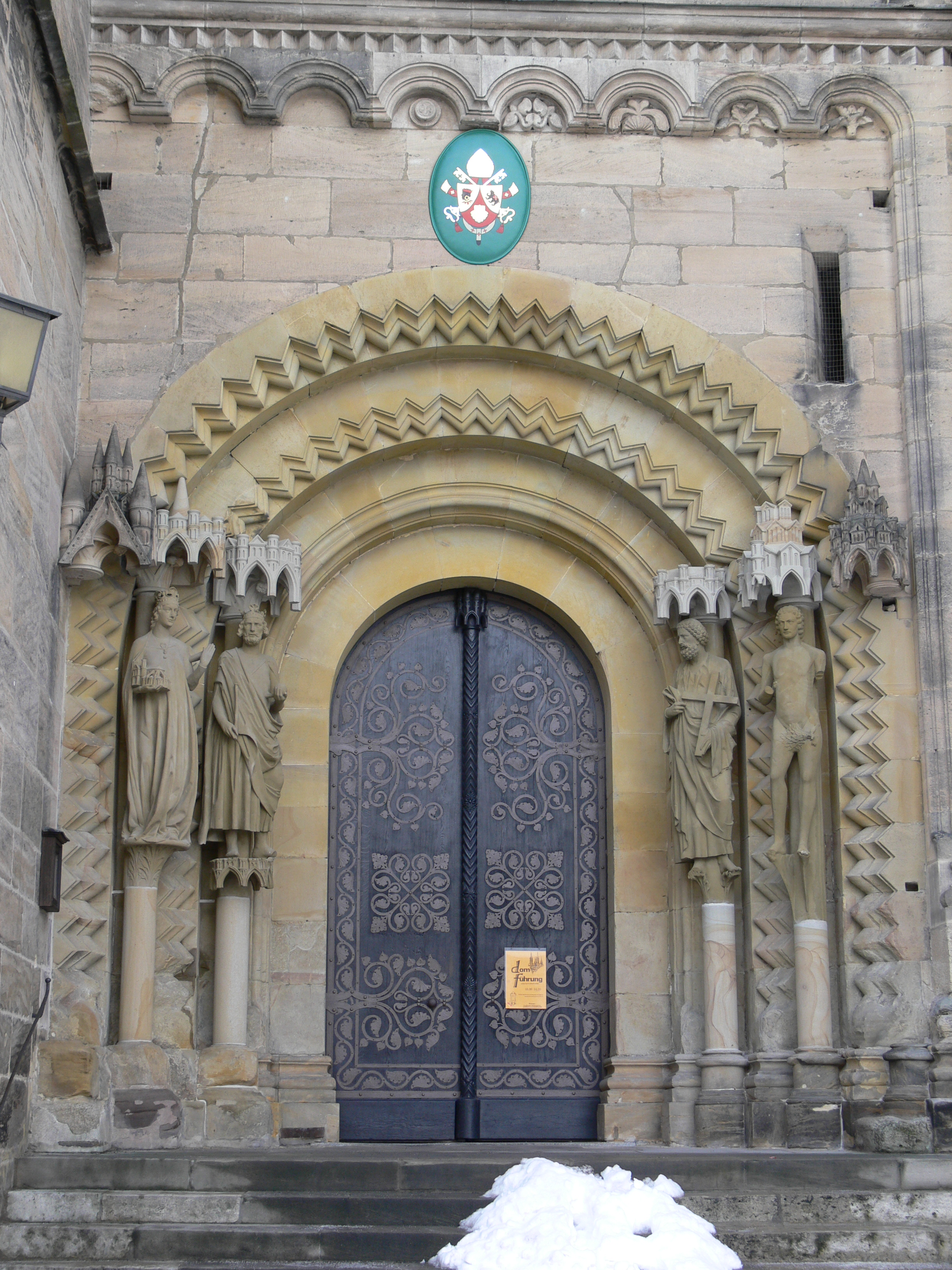
Adamova brána (Adamspforte) Bamberská katedrála. Papežský znak poukazuje na status basilica minor.

Basilica minor (z lat.; česky menší bazilika) je od 18. století zvláštní čestný titul, který určitým významným kostelům propůjčuje papež. Propůjčení titulu basilica minor má za cíl „posílení vazeb jednotlivých kostelů s římským biskupem a zároveň má vyzdvihnout význam tohoto kostela pro okolí“.
Vyšší titul než basilica minor je basilica maior, který je vyhrazen šesti nejvýše postaveným římskokatolickým kostelům, z nichž čtyři jsou v Římě a dva v Assisi.

## Označení
Budova a prapory baziliky minor mohou nést zkřížené klíče podobně, jak je můžeme nalézt na papežském znaku. Padiglione, žlutočerveně pruhované kuželovité hedvábné stínidlo, které původně sloužilo k ochraně kněží a kantorů při procesích (někdy bývá nazýváno též umbraculum, či basilica), a tintinnabulum (liturgický zvonec), již nejsou povinnými insigniemi bazilik minor.
Postup získání titulu Basilica minor v současné době upravuje především Acta Domus ecclesiae de titulo basilicae minoris Kongregace pro bohoslužbu a svátosti z 9. listopadu 1989. S propůjčením titulu jsou spojené určité požadavky: „personální a stavební vybavení pro příkladné sloužení obnovené liturgie a častou kazatelskou a zpovědní službu. Do baziliky jsou doneseny papežské insignie […] a vzniká povinnost vykonávat petro-papežské slavnosti, vzdělávací práci a osvětu při šíření římských výnosů.“
Po celém světě bylo k roku 2020 celkem 1 882 kostelů nesoucích označení basilica minor, z toho 587 v Itálii. Zejména jsou tímto titulem označeny významné poutní kostely. Basiliku minor je možné rozpoznat podle papežského znaku úřadujícího nebo propůjčujícího papeže nad portálem nebo jiném nápadném místě.